# 保罗·苏埃雷布
保罗·苏埃雷布（Pawlu "Paul" Xuereb，1923年7月21日—1994年9月6日) ，1986年7月至1987年2月期间担任马耳他众议院议长，自1987年2月16日至1989年4月4日期间任马耳他代总统。
他就读于伦敦摄政街理工学院，在那里他学习了新闻、政治经济和政治科学。 1950年他回到马耳他任Fardex贸易发展（马耳他）有限公司总裁，1958年他进入教育部门，1959年担任马耳他工党媒体“马耳他之声”（The Voice of Malta）的文学编辑和助理编辑，1964年他被任命为出版社总经理。他在1962年进入政坛，当选为议员，在1966、1971、1976和1981年连任。